# Dendoricella rhopalum
Dendoricella rhopalum är en svampdjursart som beskrevs av William Lundbeck 1905. Dendoricella rhopalum ingår i släktet Dendoricella och familjen Dendoricellidae. Inga underarter finns listade i Catalogue of Life.